# 피시험 장치
피시험 장치(DUT, device under test)는 피시험 장비(EUT, equipment under test) 및 피시험 유닛(UUT, unit under test)로도 알려져 있으며, 최초 제조 시 또는 수명 주기 중 지속적인 기능 테스트 및 보정 확인의 일환으로 테스트를 거치는 제조 제품을 의미한다. 여기에는 제품이 원래 제품 사양에 따라 작동하는지 확인하기 위한 수리 후 테스트가 포함될 수 있다.

## 전자공학 테스트
전자공업에서 DUT는 테스트 중인 모든 전자 어셈블리를 의미한다. 예를 들어, 조립 라인에서 나온 휴대폰은 개별 칩이 이전에 테스트된 것과 동일한 방식으로 최종 테스트를 받을 수 있다. 테스트 중인 각 휴대폰은 잠시 동안 DUT가 된다.
인쇄 회로 기판의 경우, DUT는 종종 베드 오브 네일스 테스터의 포고 핀을 사용하여 테스트 장비에 연결된다.

## 반도체 테스트
반도체 테스트에서 피시험 장치는 웨이퍼의 다이 (집적 회로) 또는 그 결과인 패키지된 부품이다. 연결 시스템이 사용되어 부품을 자동 테스트 장비 또는 반도체 곡선 추적기에 연결한다. 그러면 테스트 장비는 부품에 전력을 공급하고, 자극 신호를 제공한 다음, 장치에서 나오는 결과 출력을 측정하고 평가한다. 이러한 방식으로 테스터는 해당 피시험 장치가 장치 사양을 충족하는지 여부를 결정한다.
웨이퍼로 패키징된 상태에서 자동 테스트 장비(ATE)는 일련의 미세한 바늘을 사용하여 개별 장치에 연결할 수 있다. 칩이 분리되어 패키징되면 테스트 장비는 ZIF 소켓(때로는 접점이라고도 함)을 사용하여 칩에 연결할 수 있다.

## 같이 보기
- 자동 테스트 장비
- DUT 보드
- 제품 테스트
- 피시험 시스템
- 테스트 벤치
- 테스트 오라클